# CCL20
CCL20 (англ. C-C motif chemokine ligand 20) – білок, який кодується однойменним геном, розташованим у людей на короткому плечі 2-ї хромосоми.  Довжина поліпептидного ланцюга білка становить 96 амінокислот, а молекулярна маса — 10 762.
| 10         |  | 20         |  | 30         |  | 40         |  | 50         |
| ---------- |  | ---------- |  | ---------- |  | ---------- |  | ---------- |
| MCCTKSLLLA |  | ALMSVLLLHL |  | CGESEAASNF |  | DCCLGYTDRI |  | LHPKFIVGFT |
| RQLANEGCDI |  | NAIIFHTKKK |  | LSVCANPKQT |  | WVKYIVRLLS |  | KKVKNM     |

A: Аланін

C: Цистеїн

D: Аспарагінова кислота

E: Глутамінова кислота

F: Фенілаланін

G: Гліцин

H: Гістидин

I: Ізолейцин

K: Лізин

L: Лейцин

M: Метіонін

N: Аспарагін

P: Пролін

Q: Глутамін

R: Аргінін

S: Серин

T: Треонін

V: Валін

W: Триптофан

Кодований геном білок за функціями належить до цитокінів, антибіотиків, антимікробних білків. 
Задіяний у таких біологічних процесах як запальна відповідь, хемотаксис, поліморфізм, альтернативний сплайсинг. 
Секретований назовні.